# Siro platypedibus
Espèce
Siro platypedibus est une espèce fossile d'opilions cyphophthalmes de la famille des Sironidae.

## Distribution
Cette espèce a été découverte dans de l'ambre de Bitterfeld en Saxe-Anhalt en Allemagne. Elle date du Paléogène.

## Description
La femelle holotype mesure 2 mm.

## Systématique et taxinomie
Cette espèce a été décrite par Dunlop et Giribet en 2003.

## Publication originale
- Dunlop & Giribet, 2003 : « The first fossil cyphophthalmid (Arachnida: Opiliones), from Bitterfeld amber, Germany. » The Journal of Arachnology, vol. 31, no 3, p. 371–378 (texte intégral).